# هانس هيدبيرغ
هانس هيدبيرغ (بالسويدية: Hans Hedberg)‏ هو نحات سويدي، ولد في 25 مايو 1917 في أورنشولدسفيك في السويد، وتوفي في 27 مارس 2007 في كان في فرنسا.